# Osiedle Powstańców Śląskich (Pszczyna)
Osiedle Powstańców Śląskich – dzielnica Pszczyny położona w północnej części miasta. Od południa graniczy z pszczyńskim parkiem (Parkiem Zamkowym), od wschodu z Osiedlem Piłsudskiego i Polnymi Domami, od północy z sołectwem Piasek, a od zachodu ze Starą Wsią.

## Religia
Na Osiedlu Powstańców Śląskich powstała w 2009 roku parafia św. Jana Pawła II. Należy ona do dekanatu Pszczyna, do archidiecezji katowickiej. Obecnie kościół znajduje się w budowie, a msze święte odprawiane są w kaplicy.
Przy ulicy Katowickiej stoi cmentarz żydowski.

## Edukacja

### Szkoły podstawowe
Na osiedlu znajduje się powstała 30 marca 1912 roku szkoła podstawowa nr 2 im. Jadwigi Śląskiej (ul. Katowicka 47). W czasie II wojny światowej pełniła ona funkcję szpitala.

### Przedszkola
Na Poligonie jest również zlokalizowane Przedszkole Publiczne nr 1 (ul. Jana Kupca 1).

## Nazwa osiedla
Mieszkańcy dzielnicy nazywają ją bardzo często Poligonem, przez fakt że te tereny przez pewien czas po II wojnie światowej były wykorzystywane jako poligon wojskowy.

## Transport

### Transport drogowy
Osiedle Powstańców Śląskich od wschodu okrąża droga krajowa nr 1, a od północy tzw. Północna Obwodnica Pszczyny, czyli droga wojewódzka nr 935.
Głównymi drogami na osiedlu są: ul. Katowicka, ul. Miarki, ul. Łowiecka, ul. Rogalińskiego oraz ul. Plebiscytowa. Przy połączeniu ulic Bieruńskiej, Katowickiej, Miarki i Chopina zbudowano rondo im. św. Jadwigi Śląskiej.
Na terenie dzielnicy znajdują się przystanki PKS Pszczyna:
- Pszczyna Plebiscytowa
- Pszczyna Katowicka Cmentarz
- Pszczyna Katowicka Szkoła
- Pszczyna Strzelecka
- Pszczyna Bieruńska Posesja

### Transport kolejowy
Przez osiedle idą dwie linie kolejowe:
- linia nr 139 Zwardoń – Katowice (na odcinku Pszczyna – Piasek)[13]
- linia nr 148 Pszczyna – Rybnik (na odcinku Pszczyna – Pszczyna Czarków)[13]

### Transport rowerowy
Na terenie dzielnicy przebiega czerwona trasa rowerowa nr 1 (Pszczyna – Kobiór – Tychy – Katowice)

## Zabytki

### Dwór „Ludwikówka”
Jednym z zabytków Osiedla Powstańców Śląskich jest Dwór Ludwikówka, zbudowany dla księcia pszczyńskiego Ludwika Anhalta około roku 1800.

### Cmentarze
W granicach osiedla znajdują się cztery 
cmentarze:
- cmentarz żydowski
- Cmentarz Żołnierzy Radzieckich, na którym pochowano ponad 11 tys. żołnierzy Armii Czerwonej
- Cmentarz Jadwigi Śląskiej, pośrodku którego do 1939 roku stał kościół św. Jadwigi Śląskiej
- Cmentarz ewangelicki